# 妮古拉·威尔逊
妮古拉·威尔逊（英語：Nicola Wilson，1976年10月1日—），英国女子马术运动员。她曾代表英国参加2012年夏季奥林匹克运动会马术比赛，获得团体三项赛银牌和个人三项赛第28名。